# Oi (gemeente in Fukui)
Oi (Japans: おおい町, Ōi-chō) is een gemeente in het district Oi van de prefectuur Fukui. Op 1 maart 2008 had de gemeente 9029 inwoners. De bevolkingsdichtheid bedroeg 42,5 inw./km².  De oppervlakte van de gemeente is 212,21 km².

## Fusies
- Op 3 maart 2006 werd de gemeente Natasho van het District Onyu aangehecht bij de gemeente Oi van het district Oi. Het District Onyu verdween als gevolg van deze fusie. De naam van de gemeente wordt sindsdien in hiragana geschreven in plaats van in kanji.Voor de fusie was het 大飯町.

## Aangrenzende steden en gemeenten
- Fukui
  - Obama
  - Takahama (Oi)
- prefectuur Shiga
  - Takashima
- prefectuur Kioto
  - Nantan
  - Ayabe

## Verkeer

### Trein
Het hoofdstation van Oi  is het  Station Wakasahongo. 
 Het ligt aan de JR West Obama-lijn
- (Takahama) - Station Wakasahongo - (Obama)

### Weg

#### Autosnelweg
Oi ligt aan de Maizuru-Wakasa-autosnelweg
- afrit 9  Oi-Takahama  Knooppunt (verkeer)

#### Autoweg
Oi ligt aan de volgende autowegen : 
- Autoweg 27 (richting Tsuruga (Fukui) en richting Kyotamba (Kioto))
- Autoweg 162 (richting Shimogyo-ku (Kioto) en richting Tsuruga (Fukui))

#### Prefecturale weg
Oi ligt aan de prefecturale wegen 1, 16, 35, 223, 224, 266, 771 en 802.

## Geboren in Oi
- Tsutomu Minakami (8 maart 1919 – 8 september 2004), een auteur